# Стефан (Романовский)
Архиепископ Стефан (в миру Симеон Романовский; 1 (12) июля 1777 — 4 (16) декабря 1841) — епископ Русской православной церкви, архиепископ Астраханский и Кавказский (1841), епископ Вологодский и Великоустюжский (1828—1841), епископ Волынский и Житомирский (1813—1828).

## Биография
Сын протоиерея местечка Чечельника Подольской губернии родился 1 (12) июля 1777 года. Получил начальное домашнее образование.
В 1791 году поступил в Киево-Могилянскую академию, по окончании которой стал учителем Подольской духовной семинарии; 21 ноября 1801 года был пострижен в монашество, продолжая быть учителем, а потом префектом той же семинарии. 
В 1808 году был переведён в Каменецкую семинарию; 25 марта 1809 года возведён в сан архимандрита и в том же году назначен ректором Подольской семинарии.
14 сентября 1813 года хиротонисан во епископа Волынского и Житомирского.
4 апреля 1820 года награждён орденом Святой Анны 1-й степени.
В 1821 году после пожара Острожского монастыря, епископ Стефан избрал своим местопребыванием Аннополь и перенёс сюда духовную православную семинарию.
С 24 ноября 1828 года — епископ Вологодский и Великоустюжский.
С 1 марта 1841 года — архиепископ Астраханский и Кавказский.
В Астрахань прибыл 10 июля того же года в болезненном состоянии, и уже не смог заниматься епархиальными делами.
Скончался в ночь на 4 (16) декабря 1841 года. Похоронен в нижнем Успенском соборе.